# Кафедральный собор Святых Фаддея и Варфоломея (Баку)
Кафедральный собор Святых Фаддея и Варфоломея (арм. Բաքվի Սուրբ Թադևոս-Բարդուղիմեոս մայր տաճար) или Будаговский кафедральный собор (арм. Բուդագովսկի մայր տաճար; азерб. Budaqovski kilsəsi) — утраченный храм Армянской Апостольской церкви в городе Баку. В 1930-х собор был разрушен.

## История
В сентябре 1906 года архитектор Ованес Каджазнуни в письме к своей жене писал: «В воскресенье / 26-го Л.Д/ ,будет освящение фундамента церкви». После окончания работы над проектом 2 августа 1907 года началась постройка армянской церкви Апостолов св. Тадевоса (Фаддея) и св. Бардугемиоса (Варфоломея). Чтобы непосредственно следить за работой над строительством, Каджазнуни построил временный деревянный домик, все своё время находясь на стройке. Церковь привлекала внимание своей монументальностью. Раскраска из белого камня и золотого покрова под лучами солнца придавала церкви особенную величавость. Свидетели утверждают, что это было самым красивым зданием в Баку, восхищая внешней и внутренней красотой, мастерски нарисованными архитектурными композициями.

## Архитектура
Свет, падающий с разноцветных витражных окон, получал богатые цвета. Исторический армянский стиль получил готические оттенки. На архитектурную композицию церкви Каджазнуни можно взглянуть как на новый армянский национальный стиль — «новую армянскую готику».
В начале 1930-х годов собор был разрушен. Разрушали три года подряд — не рушилось. Были вынуждены взорвать. Свидетели рассказывали, что ломались камни, но не швы — до того крепко было построено здание.

## Галерея

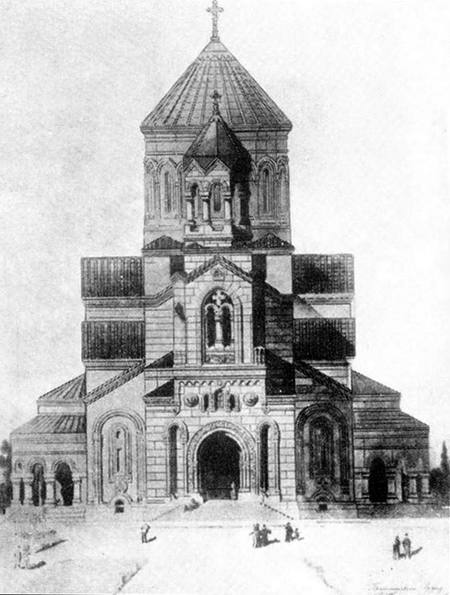
Проект собора
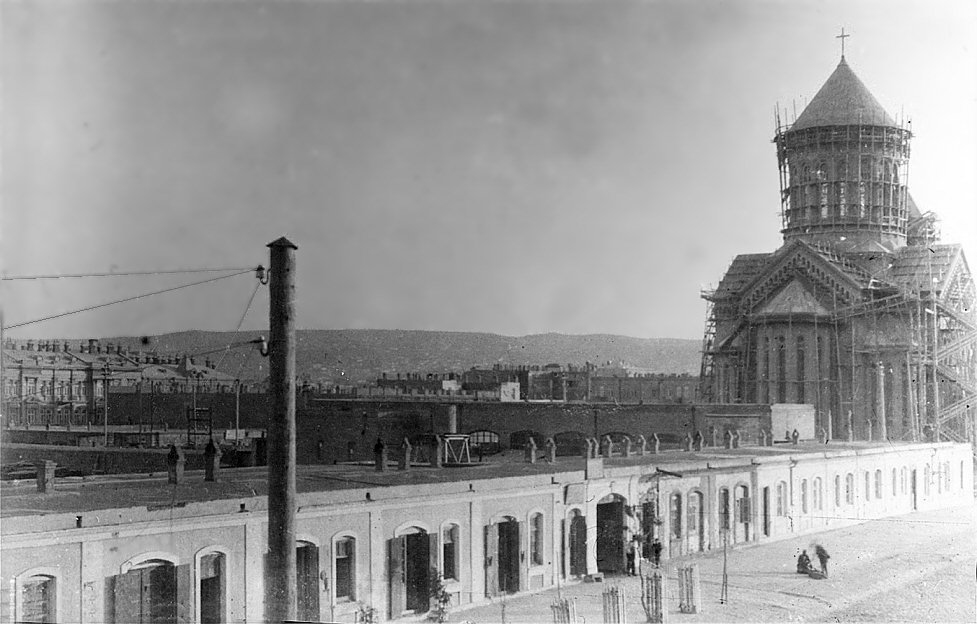
Строительство в Баку кафедрального (Будаговского) собора Армянской апостольской церкви: построен в 1914-м, снесён в 1934 году
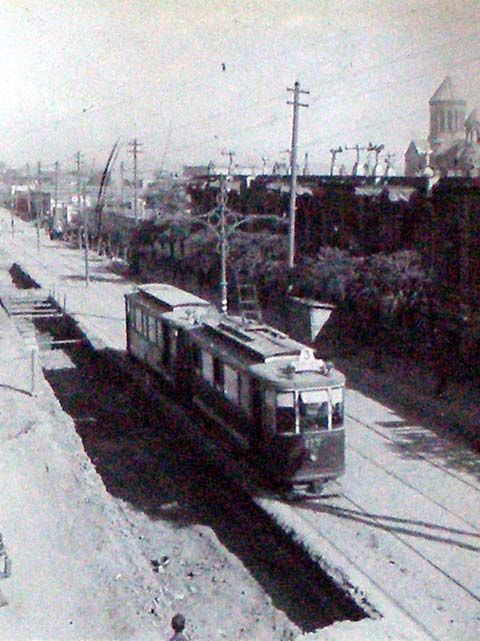
Будаговский собор (виден справа от улицы Басина) в 1926 году